# Thiddag
Thiddag auch Deodatus († 11. Juni 1017 in Prag) war Bischof von Prag.
Thiddag war ein Mönch des Benediktinerklosters Corvey in Höxter. Nach dem Tod des Prager Bischofs Adalbert wurde er 998 dessen Nachfolger. Im Jahre 999 gründete er das zweite Prager Benediktinerkloster.